# Pheidole silvestrii
Pheidole silvestrii är en myrart som beskrevs av Carlo Emery 1906. Pheidole silvestrii ingår i släktet Pheidole och familjen myror.

## Underarter
Arten delas in i följande underarter:
- P. s. pullula
- P. s. silvestrii